# Бысыттах (Среднеколымский район)
Бысыттах (якут. Быһыттаах) — упразднённый в 1986 году сельский населённый пункт на территории Алазейского наслега Среднеколымского улуса Республики Саха России.

## История
Бысыттах исключен из учётных данных административно-территориального деления Якутии Указом Президиума Верховного Совета Якутской АССР от 17 декабря 1986 года.

## География
Бысыттах расположен на западе региона, на Алазейском плоскогорье, в местности богатой озёрами. К северо-востоку находится оз. Ат-Асатар, к югу — Арылах-Кюёль.

## Инфраструктура
Было развито животноводство, действовала молочно-товарная ферма (МТФ).

## Транспорт
Примерно в 750 метрах к западу проходит автозимник «Арктика».